# Dick (Familienname)
Dick ist ein deutscher und englischer Familienname.

## Namensträger

### A
- Alan Dick (1930–2002), britischer Sprinter
- Alain Dick (* 1939), französischer Diplomat
- Albert Blake Dick (1856–1934), US-amerikanischer Unternehmer
- Alfred Dick (1927–2005), deutscher Politiker (CSU)
- Alfred Dick (Maler) (* 1962), deutscher Maler und Bildhauer
- Alfredo Dick (1865–1909), italienisch-schweizerischer Geschäftsmann und Fußballfunktionär
- Ally Dick (* 1965), schottischer Fußballspieler
- Alois Dick (1898–1987), österreichischer Politiker
- Andy Dick (* 1965), US-amerikanischer Schauspieler
- Angie Teodora Dick, US-amerikanische Schauspielerin
- Auguste Dick (1910–1993), österreichische Mathematikhistorikerin
- Axel Dick (1935–2006), deutscher Lichtkünstler und Maler

### B
- Beau Dick (1955–2017), kanadischer Bildhauer und Aktivist
- Bernhard Dick (* 1953), deutscher Chemiker
- Bettina Dick (* 1951), deutsche Juristin, Richterin und Gerichtspräsidentin
- Bryan Dick (* 1978), britischer Schauspieler
- Burkhard Dick (* 1963), deutscher Mediziner

### C
- Charles W. F. Dick (1858–1945), US-amerikanischer Politiker
- Christian Dick (1883–1955), norwegischer Segler
- Corrie Dick (* 1990), britischer Jazzmusiker
- Cressida Dick (* 1960), britische Polizistin, erster weiblicher Commissioner von Scotland Yard

### D
- David Dick (1655–1701/1702), Schweizer Maler
- Daniel M. Dick (* um 1948), pensionierter Generalmajor der US Air Force
- Dennis Raymond Dick (* 1959), US-amerikanischer Schauspieler und Kickboxer, siehe Dennis Alexio
- Derek William Dick (* 1958), schottischer Musiker und Schauspieler, siehe Fish (Sänger)
- Lewis Dick (* 1950), schottischer Rugby-Union-Spieler
- Douglas Dick (1920–2015), US-amerikanischer Schauspieler

### E
- Eisik Meir Dick (1807–1893), russischer Schriftsteller
- Emil Dick (1866–1948), Schweizer Ingenieur und Erfinder
- Engelbert Dick (1907–1962), deutscher Politiker (CDU)
- Eva Dick (* 1956), deutsche Ruderin, siehe Eva Nitschke

### F
- Florian Dick (* 1984), deutscher Fußballspieler
- Franz Dick (* 1943), deutscher Psychologe und Buchautor
- Franziska Schmidt-Dick (1944–2025), österreichische Numismatikerin
- Friedhelm Dick (1944–1999), deutscher Fußballspieler

### G
- Georg Dick (Maler) (1971–2011), deutscher Maler, Bildhauer und Holzschneider
- Georg Clemens Dick (* 1947), deutscher Journalist und Diplomat
- George Dick (1921–1960), schottischer Boxer, Fußballspieler und -trainer
- Gerhard Dick, Pseudonym von Gerhard Aichinger (1900–1978), österreichisch-deutscher Journalist und Schriftsteller
- Gerhard Dick (Verleger), deutscher Fotograf und Ansichtspostkartenverleger, gründete 1932 eigenen Verlag
- Gerhard Dick (Slawist) (1915–1997), deutscher Slawist und Übersetzer
- Gerhard Dick (Schriftsteller, 1949) (* 1949), deutscher Germanist, Schriftsteller und Lehrer
- Gradey Dick (* 2003), US-amerikanischer Basketballspieler
- Grantly Dick-Read (1890–1959), englischer Arzt

### H
- Hans Dick (* 1961), deutscher Jurist und Richter
- Harry Dick (1920–2002), kanadischer Eishockeyspieler
- Heinrich Dick (Wirtschaftswissenschaftler) (* 1950), deutscher Wirtschaftswissenschaftler und Unternehmensberater
- Heinrich Dick (1955–2024), russisch-deutscher Autor, Verleger & Schriftsteller
- Heinz Josef Dick (* 1949), deutscher Politiker, Bürgermeister von Korschenbroich
- Hermann Dick (Mediziner) (1814–1880), deutscher Psychiater
- Hermann Dick (Maler) (1875–1958), deutscher Maler
- Hermann Dick (Musiker) († 2002), deutscher Musiker

### I
- Iain Mackay-Dick (* 1945), britischer Heeresoffizier, Generalmajor
- Inge Dick (* 1941), österreichische Malerin und Fotografin

### J
- Jean-Pierre Dick (* 1965), französischer Segler
- Johann Dick (Oberstleutnant) (1927–1986), deutsches Todesopfer an der deutsch-tschechoslowakischen Grenze
- Johann Friedrich Dick (1754–1817), deutscher Feilenmacher und Betriebsgründer, siehe Friedr. Dick
- Johann Heinrich Dick (1801–1888), deutscher Politiker, Bürgermeister von Offenbach
- Johannes Dick (1910–1963), deutscher Politiker (KPD/SED), Polizist und Diplomat
- John Dick (Politiker) (1794–1872), US-amerikanischer Politiker
- John Dick (Fußballspieler, 1877) (1877–1932), schottischer Fußballspieler und -trainer
- John Dick (Fußballspieler, 1930) (1930–2000), schottischer Fußballspieler
- John Edgar Dick (* 1954), kanadischer Molekulargenetiker und Krebsforscher
- Joseph Fischer-Dick (1839–1919), deutscher Architekt
- Jürg Dick (* 1963), Schweizer Curler
- Jürgen Dick (Hans-Jürgen Dick; * 1949), deutscher Generalarzt

### K
- Karl Dick (1858–1928), deutscher Admiral
- Karl Theophil Dick (1884–1967), Schweizer Maler, Zeichner und Lithograf
- Kirby Dick (* 1952), US-amerikanischer Filmregisseur und Drehbuchautor
- Klaus Dick (1928–2024), deutscher Geistlicher, Weihbischof in Köln

### L
- Laura Dick (* 2003), deutsche Fußballspielerin
- Leonard Dick (* 1992), deutscher Schauspieler
- Lisa Dick (* 1968), australische Marathonläuferin

### M
- Malcolm Dick (* 1941), neuseeländischer Rugby-Union-Spieler
- Marcel Dick (1898–1991), ungarisch-US-amerikanischer Geiger und Komponist

### N
- Nancy E. Dick (* 1930), US-amerikanische Politikerin

### P
- Paul Dick (1940–2018), kanadischer Politiker
- Peter Rudolf Dick (1704–1763), Schweizer Maler
- Petra Dick-Walther (* 1967), deutsche Politikerin (FDP)
- Philip K. Dick (1928–1982), US-amerikanischer Schriftsteller
- Phiny Dick (1912–1990), niederländische Autorin und Illustratorin von Kinderbüchern

### R
- Rainer Dick (* 1967), deutscher Journalist und Autor
- Reiner Dick (1940–1974), deutscher Wirtschaftswissenschaftler
- Robert Dick (Botaniker) (1811–1866), schottischer Botaniker
- Robert Dick (Politiker) (1851–1928), deutscher Politiker (USPD), MdL Württemberg
- Robert Dick (Flötist) (* 1950), US-amerikanischer Flötist
- Robert Henry Dick (um 1785–1846), britischer Generalmajor
- Robert McCulloch Dick (1873–1961), britischer Journalist
- Rolf Dick (1926–2001), deutscher Architekt und Politiker (SPD)
- Rolf van Dick (* 1967), deutscher Sozialpsychologe
- Rudolf Dick (1860–1910), österreichischer Architekt

### S
- Samuel Dick (1740–1812), US-amerikanischer Politiker
- Samuel Bernard Dick (1836–1907), US-amerikanischer Politiker
- Sieglinde Dick (1943–2003), deutsche Rennreiterin und Schriftstellerin
- Steffen Dick (* 1961), deutscher Jurist und Präsident des Landessozialgerichts
- Sven Dick (* 1982), deutscher Volleyballspieler

### T
- Thomas Dick (1877–1927), australischer Fotograf
- Thomas Pattinson Dick (1903–1979), englischer Badmintonspieler

### U
- Urs Dick (* 1960), Schweizer Curler
- Uwe Dick (* 1942), deutscher Schriftsteller

### W
- W. W. Dick (1907–2003), US-amerikanischer Lehrer und Politiker
- Walter Dick (Mediziner, 1899) (1899–1990), deutscher Chirurg
- Walter Dick (Fußballspieler) (Walt Dick; 1905–1989), schottisch-US-amerikanischer Fußballspieler
- Walter Dick (Fotograf) (1914–1976), deutscher Fotograf und Fotojournalist
- Walter Dick (Mediziner, 1943) (* 1943), Schweizer Chirurg
- Walter Dick (Komponist) (1919–2004), österreichischer Musiker, Kapellmeister, Komponist
- Walter Dick (Künstler) (* 1950), Schweizer Künstler
- Werner Dick (* 1936), deutscher Gewerkschafter
- Wilhelm Dick (1897–1980), sudetendeutscher Skispringer
- William Dick (Pirat) (auch William Williams), englischer Pirat
- William Dick (Tiermediziner) (1793–1866), schottischer Tiermediziner
- William Dick (Schauspieler), US-amerikanischer Schauspieler
- William Reid Dick (1878–1961), schottischer Bildhauer
- William W. Dick (1910–1996), US-amerikanischer Generalleutnant
- Wolfgang Dick (Pädagoge) (1931–1987), deutscher Didaktiker und Hochschullehrer
- Wolfgang Dick (Grafiker) (* 1961), deutscher Grafiker und Designer
- Wolfgang Friedrich Dick (1936–2021), deutscher Anästhesiologe und Notfallmediziner in Mainz
- Wolfgang R. Dick (* 1959), deutscher Astronom und Geodät